# Pandemia de gripe de 1968
La pandemia de gripe de 1968, más conocida como gripe de Hong Kong, fue una pandemia de gripe ocurrida en 1968, al aparecer una nueva variación de la hemaglutinina del virus Influenza A subtipo H3N2, que además contenía la neuraminidasa N2 del subtipo H2N2, mediante el cambio antigénico. Se estima que entre 1–4 millones de personas murieron durante la pandemia de gripe de Hong Kong, lo que la convierte en una de las pandemias más mortíferas de la historia.

## Historia de la gripe
Aunque fue menos virulenta que sus dos pandemias predecesoras en el siglo XX, las de 1918 y 1957-1958, infectó a más de 30 millones de personas y causó cerca de 1 millón de muertes a nivel global, de las cuales cerca de la mitad se generó en Hong Kong, entonces territorio británico, en un lapso de dos semanas. los casos recuperados son 15.000.000 y casos confirmados 30.000.000.

## Virología
La gripe de Hong Kong fue el primer brote conocido de la cepa H3N2, aunque hay evidencia serológica de infecciones por H3N1 a finales del siglo XIX. El virus fue aislado en el Hospital Queen Mary.
Tanto las cepas de gripe pandémica H2N2 como H3N2 contenían genes de virus de influenza aviar. Los nuevos subtipos surgieron en cerdos coinfectados con virus aviares y humanos y pronto fueron transferidos a humanos. Los cerdos se consideraron el "huésped intermedio" original para la influenza porque apoyaban el reordenamiento de subtipos divergentes. Sin embargo, otros huéspedes parecen capaces de una coinfección similar (por ejemplo, muchas especies de aves de corral), y es posible la transmisión directa de virus aviares a humanos. El H1N1 puede haberse transmitido directamente de las aves a los humanos (Belshe 2005).
La cepa de la gripe de Hong Kong compartió genes internos y la neuraminidasa con la gripe asiática de 1957 (H2N2). Los anticuerpos acumulados contra la neuraminidasa o las proteínas internas pueden haber causado muchas menos víctimas que la mayoría de las pandemias. Sin embargo, la inmunidad cruzada dentro y entre subtipos de influenza es poco conocida.

## Síntomas
Los síntomas se asimilan a aquellos de la influenza estacional (coloquialmente conocida como gripe), entre estos se incluyen:
Fiebre.
Complicaciones respiratorias (como tos o secreción nasal).
Dolores musculares.
Náuseas.
Vómito.
Diarrea.

## Orígenes
El H3N2 se origina de la influenza porcina (siendo una cepa), una enfermedad respiratoria de los cerdos que causa una cantidad mínima de muertes en estos últimos.
A pesar de los extraños casos graves de la enfermedad, ha habido otras cepas (como la H1N1 y la H1N2), que generaron muertes similares, a pesar de todo, el origen o el nombre del primer caso es desconocido y no se puede deducir a ciencia cierta, solo se sabe que fue alojado en el Hospital Queen Mary, y que aquí iniciaron los brotes potentes.
Debido a las pocas precauciones y conocimiento, la enfermedad se transportó por todo Hong Kong, y gracias a los turistas de otros países (como Italia o los Estados Unidos) la pandemia se esparció rápido, siendo ahora prevenida gracias a las vacunas. No hubo cierres forzados, por lo que incluso el Festival de Woodstock se llevó a cabo con normalidad en plena pandemia.